# Héctor Faubel
Héctor Faubel Rojí, conegut com a Héctor Faubel   (Llíria, 10 d'agost de 1983), és un pilot de motociclisme valencià que actualment participa en la categoria de Moto3 del campionat del món. Va ser campió d'Espanya de 250 cc el 2002 i Subcampió del Món de 125cc el 2007.

## Carrera Esportiva
Hèctor es va iniciar als set anys en el món del motocròs als comandaments d'una Kawasaki 60 cc. Va participar en carreres del Campionat Provincial de València, acabant-lo en cinquena posició.
El 1995 va guanyar el campionat de Minimotos regional i quede com subcampió d'Espanya de minimotos. Va repetir títol el 1996 i va aconseguir el segon lloc en el campionat d'Espanya. Pels volts de 1997 li va arribar l'oportunitat de participar en la Copa Cagiva 125 cc amb una moto cedida i va acabar novè.
El 1998, Faubel va guanyar la Copa Aprilia 125 cc i açò li va obrir les portes del Campionat d'Espanya de la mateixa cilindrada, on va finalitzar en dotzena posició en la seua primera temporada, 1999, dins de l'equip del difunt Ricardo Tormo. Jorge Martínez, "Aspar", es va fixar en ell per a la temporada 2000 i el va fitxar per al seu equip, el Team Aspar Airtel, tornant a participar en el campionat d'Espanya quedant en novena posició i el 2001 va quedar en tercera posició.

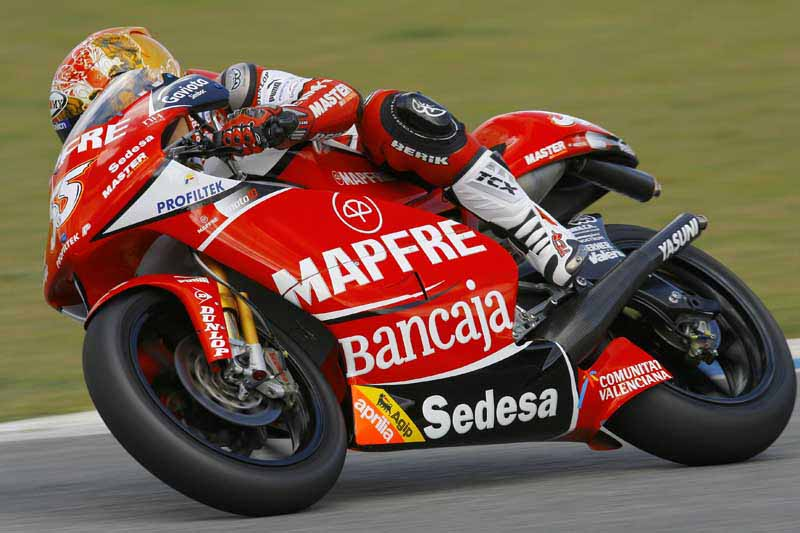
En 2008 amb l'Aprilia RSA250

El 2002 va debutar en el mundial de 250 cc amb una Aprilia no oficial de l'equip de la Federació Espanyola de Motociclisme compaginant-lo amb el campionat d'Espanya de 250 cc on va quedar campió, en el mundial va acabar en la posició 23. En 2003 va millorar el seu rendiment i va finalitzar el mundial en 13a posició. La temporada 2004 no va ser molt bona per al pilot valencià que va acabar en la dissetena plaça de la general.
El 2005, és l'any en què Héctor passa a la categoria mundial de 125 cc en l'equip d'Aspar pilotant una Aprilia RS125 i conquista el pòdium en tres ocasions. Conclou la temporada en la novena posició de la general en un any marcat per la mala sort, ja que perd la victòria en dues ocasions al patir una caiguda. 2006 és l'any definitiu per a Héctor, ja que ho consagra a nivell mundial a l'aconseguir dues victòries i finalitza el mundial en tercera posició pel que es postula com un dels favorits de cara a la següent temporada.
En 2007 Faubel segueix en l'equip Bancaixa Aspar i Aprilia posa a la seua disposició una de les Aprilia RSA125 oficials, que no es van mostrar tan superiors com s'esperava, tenint com companys d'equip a l'hongarès Gabor Talmacsi i al valencià Sergio Gadea. 2007 suposa la seua millor temporada en el mundial, ja que aconsegueix cinc victòries però es caracteritza per la lluita interna amb el seu company Talmacsi amb el qual es disputa el mundial fins a l'última carrera en el circuit Ricardo Tormo però acaba subcampió a tan sols 5 punts de Talmacsi. Després d'un agredolç 2007 Faubel torna a 250 cc en la temporada 2008 en l'equipe Mapfre Aspar de 250 cc pilotant una Aprilia RSA250 oficial tenint com company d'equip a Álvaro Bautista.

## Compromís social
Héctor Faubel junt a Núria Roca i Andreu Palop va protagonitzar en 2008 la campanya d'Escola Valenciana per la matriculació dels xiquets a les escoles en valencià.

## Resultats al Mundial de motociclisme

### Per temporada
| Temporada | Categoria | Moto      | Curses | Victòries | Podis | Pole | Punts | Posició |
| --------- | --------- | --------- | ------ | --------- | ----- | ---- | ----- | ------- |
| 2000      | 125cc     | Aprilia   | 2      | 0         | 0     | 0    | 0     | NC      |
| 2001      | 125cc     | Aprilia   | 2      | 0         | 0     | 0    | 0     | NC      |
| 2002      | 250cc     | Aprilia   | 16     | 0         | 0     | 0    | 14    | 23è     |
| 2003      | 250cc     | Aprilia   | 16     | 0         | 0     | 0    | 34    | 13è     |
| 2004      | 250cc     | Aprilia   | 14     | 0         | 0     | 0    | 31    | 17è     |
| 2005      | 125cc     | Aprilia   | 16     | 0         | 3     | 0    | 113   | 9è      |
| 2006      | 125cc     | Aprilia   | 16     | 2         | 5     | 0    | 197   | 3r      |
| 2007      | 125cc     | Aprilia   | 17     | 5         | 13    | 2    | 277   | 2n      |
| 2008      | 250cc     | Aprilia   | 16     | 0         | 0     | 0    | 64    | 14è     |
| 2009      | 250cc     | Honda     | 16     | 0         | 1     | 0    | 105   | 9è      |
| 2010      | Moto2     | Suter     | 17     | 0         | 0     | 0    | 18    | 26è     |
| 2011      | 125cc     | Aprilia   | 17     | 1         | 4     | 1    | 177   | 5è      |
| 2012      | Moto3     | Kalex KTM | 12     | 0         | 0     | 0    | 63    | 16è     |
| 2012      | Moto3     | FTR Honda | 12     | 0         | 0     | 0    | 63    | 16è     |
| Total     |           |           | 177    | 8         | 26    | 3    | 1093  |         |

### Curses per any
(Ids. Grans Premis | Llegenda) (Curses en negreta indiquen pole; curses en  itàlica indiquen volta ràpida)
| Any  | Categoria | Moto      | 1      | 2       | 3       | 4       | 5       | 6       | 7       | 8      | 9      | 10      | 11     | 12     | 13      | 14     | 15      | 16      | 17     | Pos | Punts |
| ---- | --------- | --------- | ------ | ------- | ------- | ------- | ------- | ------- | ------- | ------ | ------ | ------- | ------ | ------ | ------- | ------ | ------- | ------- | ------ | --- | ----- |
| 2007 | 125cc     | Aprilia   | QAT 1  | ESP 3   | TUR 10  | CHN 2   | FRA 6   | ITA 1   | CAT Ret | GBR 3  | DTT 2  | GER 3   | CZE 1  | SM 17  | POR 1   | JPN 3  | AUS 3   | MAL 3   | VAL 1  | 2n  | 277   |
| 2008 | 250cc     | Aprilia   | QAT 10 | ESP Ret | POR 9   | CHN 10  | FRA 10  | ITA Ret | CAT 8   | GBR 15 | DTT 11 | GER 14  | CZE 8  | SM Ret | INP C   | JPN 11 | AUS Ret | MAL Ret | VAL 6  | 14è | 64    |
| 2009 | 250cc     | Honda     | QAT 11 | JPN Ret | ESP 14  | FRA 2   | ITA 8   | CAT 10  | DTT 8   | GER 6  | GBR 10 | CZE 10  | INP 8  | SM 9   | POR Ret | AUS 8  | MAL 5   | VAL Ret |        | 9è  | 105   |
| 2010 | Moto2     | Suter     | QAT 22 | ESP Ret | FRA Ret | ITA 12  | GBR Ret | DTT 25  | CAT Ret | GER 25 | CZE 12 | INP Ret | SM 16  | ARA 17 | JPN 30  | MAL 11 | AUS Ret | POR 11  | VAL 21 | 26è | 18    |
| 2011 | 125cc     | Aprilia   | QAT 11 | ESP 11  | POR Ret | FRA 4   | CAT 7   | GBR 3   | DTT 10  | ITA 5  | GER 1  | CZE 4   | INP 7  | SM 5   | ARA Ret | JPN 3  | AUS 7   | MAL 4   | VAL 3  | 5è  | 177   |
| 2012 | Moto3     | Kalex KTM | QAT 12 | ESP 9   | POR 12  | FRA Ret | CAT 7   | GBR 12  | DTT 15  | GER 7  | ITA 10 | INP NVC | CZE 11 | SM 13  | ARA     | JPN    | MAL     | AUS     |        | 16è | 63    |
| 2012 | Moto3     | FTR Honda |        |         |         |         |         |         |         |        |        |         |        |        |         |        |         |         | VAL 5  | 16è | 63    |